# (829) Academia
(829) Academia ist ein Asteroid des Hauptgürtels, der am 25. August 1916 vom russischen Astronomen Grigori Nikolajewitsch Neuimin in Simejis entdeckt wurde.
Der Asteroid ist der Russischen Akademie der Wissenschaften gewidmet.